# Пудков Іван Іванович
Іван Іванович Пудков (18 березня 1916, село Каніщево, тепер Пічаєвського району Тамбовської області, Російська Федерація — 19 квітня 2002, місто Москва) — радянський державний діяч, міністр машинобудування для легкої і харчової промисловості та побутових приладів СССР. Член Центральної Ревізійної комісії КПРС у 1981—1986 роках. Депутат Верховної Ради СРСР 10—11-го скликань. Кандидат технічних наук (1951).

## Життєпис
Народився в селянській родині. У 1933—1934 роках навчався в Московському металотехнікумі.
У 1934—1940 роках — студент Московського авіаційного інституту імені Серго Орджонікідзе.
У 1940—1942 роках — інженер-конструктор авіаційних заводів № 24 і № 45 у Москві. У 1942—1947 роках — начальник конструкторського бюро Московського авіаційного заводу № 45.
Член ВКП(б) з 1945 року.
У 1947—1949 роках — заступник секретаря, в 1949—1952 роках — секретар партійного комітету Московського авіаційного заводу № 45.
У 1952—1953 роках — заступник начальника виробництва, в 1953—1956 роках — начальник виробництва, в 1956—1959 роках — головний технолог, у 1959—1962 роках — головний інженер Московського авіаційного заводу № 45.
У 1962—1968 роках — директор Московського машинобудівного заводу «Салют».
У травні 1968 — березні 1977 року — 1-й заступник міністра машинобудування для легкої і харчової промисловості та побутових приладів СССР.
28 березня 1977 — 11 квітня 1984 року — міністр машинобудування для легкої і харчової промисловості та побутових приладів СССР.
З квітня 1984 року — персональний пенсіонер союзного значення в Москві.
Помер 19 квітня 2002 року. Похований в Москві на Троєкуровському цвинтарі.

## Нагороди і звання
- орден Леніна
- орден Жовтневої Революції
- орден Трудового Червоного Прапора
- орден «Знак Пошани»
- Ленінська премія
- медалі